# Fay-sur-Lignon
Fay-sur-Lignon település Franciaországban, Haute-Loire megyében. Lakosainak száma 344 fő (2022. január 1.). Fay-sur-Lignon Saint-Clément, Champclause, Chaudeyrolles, Mazet-Saint-Voy, Saint-Front és Les Vastres községekkel határos.

## Népesség
A település népességének változása:
| Lakosok száma | 621  | 480  | 441  | 422  | 383  | 374  | 363  | 355  | 358  | 344  |
|               | 1968 | 1982 | 1990 | 2006 | 2013 | 2015 | 2017 | 2019 | 2020 | 2022 |